# Ibiaçá
Ibiaçá är en kommun i Brasilien.   Den ligger i delstaten Rio Grande do Sul, i den södra delen av landet, 1 400 km söder om huvudstaden Brasília. Antalet invånare är 4 710.
Trakten runt Ibiaçá består till största delen av jordbruksmark. Runt Ibiaçá är det mycket glesbefolkat, med 6 invånare per kvadratkilometer.